# 蕭炯柱
蕭炯柱，GBS，CBE，JP（1945年11月29日—），前香港政府官員及前香港公務員、前無綫電視非執行董事。於1966年2月加入政府，1968年8月加入政務職系。1995年1月晉升至司級官員。前妻為前環境運輸及工務局局長廖秀冬。蕭炯柱多年以來曾於多個決策科和政府部門任職。曾經擔任的高級職位包括：音樂事務統籌處音樂總監 (1977年至1979年）、郵政署署長（1988年至1989年）、運輸署署長（1989年至1992年）、新機場工程統籌署署長（1992年至1993年）、經濟司（1993年至1996年）及運輸司（後稱運輸局局長）（1996年至1997年）。1997年8月至1998年11月任中央政策組首席顧問。1998年11月至2001年7月任規劃環境地政局局長。蕭炯柱在退休後，於2009年成立青年音樂訓練基金，免費提供樂器及近乎全費學費資助。早上為中學生補習英文、地理、歷史和科學四個科目，晚上到夜校教授英文。

## 背景
蕭炯柱在香港島西營盤羅便臣道出生，家有一弟一妹。父親從商，母親蕭陳淑銘則於英華女學校任教中文。而其外祖父母是澳洲華僑，早於第二次世界大戰前來港生活。蕭炯柱分別於1958年、1963年和1965年畢業於李陞小學上午校和英皇書院中五年級及英華書院預科。在校時已參加校內音樂活動，例如指揮學校合唱隊演出。除此之外，他早年就讀英華女學校附屬幼稚園（五歲）時已被老師選中當小指揮員（1952年畢業）。而且自小已受中國音樂薰陶，於小學至中學階段曾跟一位在深水埗居任的香港小提琴家李隱、師從在日本教琴的俄羅斯小提琴大師Eugene Krien的小提琴家鮑穎中以及基督教中國聖樂院創辦人邵光學習樂理，因此不乏接觸音樂的機會。在1963年的香港中學會考公開試中，蕭炯柱需要報考十科。最終他考獲 8B 成績，其中一科為音樂科。之後順利於1963年升讀英華書院預科，於1965畢業後入讀香港中文大學修讀生物系學士。但讀了一年後因為要養家，加上看見《工商日報》的政府招聘政務主任廣告，於是決定輟學，並於1966年加入政府。當時，他已於1965年加入香港青少年管弦樂團，翌年成為青年團首席。
蕭炯柱於政府工作初期任職政務主任，後被保送至伯明翰大學修讀公共行政課程，曾是任前港督麥理浩的私人秘書。他於1970年代取得皇家音樂學院小提琴演奏文憑，同時自修二胡等中國樂器。在工餘時間又會帶領香港青少年管弦樂團參加國際音樂匯演籌款。不久，基於對啟迪他人對學習音樂的興趣，蕭炯柱在1974年註冊和成立香港青年音樂協會，義務教授青少年學習音樂。而在他退休前，曾於多個決策科和政府部門任職，包括在1967年任職水務署旺角辦事處助理秘書（九龍及新界）、在1977年官至教育司署音樂統籌處處長（1977年至1979年）和擔任工務局地政工務科任副地政工務司、副銓敘司（1981年至1985年）、行政立法兩局非官守議員辦事處秘書長（1985年至1988年）、郵政署署長（1988年至1989年）、運輸署署長（1989年至1992年）、新機場工程統籌署署長（1992年至1993年）、經濟司（1993年至1996年）及運輸司（後稱運輸局局長）（1996年至1997年）的崗位。他在1998年11月至2001年7月出任規劃環境地政局局長前在1997年8月至1998年11月出任中央政策組首席顧問。期間，他於1997年獲頒授大英帝國勳章司令勳章（CBE）勳銜。
截至2001年，蕭炯柱退休，並開始為商業機構服務，如於2004年被委任為九龍巴士非執行董事、2007年被委任為無綫電視獨立非執行董事。翌年，即2002年，他獲香港特別行政區政府頒授金紫荊星章，2003年再獲委任為非官守太平紳士。目前，蕭炯柱是華潤啤酒的非執行董事。

## 家庭
蕭炯柱和前妻廖秀冬育有兩名兒子，次子蕭偉中是音樂家。廖秀冬就讀中四時因學習拉中提琴而參加青年管弦樂團。結果認識了當時擔任樂團小提琴手的蕭炯柱。二人及後結為夫妻，卻於1993年仳離。而蕭炯柱的第二任妻子黃樂怡是前保安局助理局長。二人於1999年共諧連理至今。蕭炯柱的胞妹蕭韻揚是新界北警察助理福利主任。

## 外部連結
- 政情：蕭炯柱悔與父頂頸，東方日報，2009年6月22日（页面存档备份，存于）